# Miles Scotson
Miler Scotson (Campbelltown, 18 de janeiro de 1994) é um desportista australiano que compete no ciclismo nas modalidades de pista, especialista na prova de perseguição por equipas, e rota, na que corre para a equipa Groupama-FDJ. O seu irmão Callum também é ciclista.
Ganhou três medalhas no Campeonato Mundial de Ciclismo em Pista entre os anos 2014 e 2016.
Em estrada obteve duas medalhas no Campeonato Mundial de Ciclismo em Estrada, prata em 2017 e bronze em 2016.

## Trajectória desportiva
Em 2015 foi campeão sub-23 da Austrália em contrarrelógio e em estrada.
Em 2016 proclamou-se subcampeão sub-23 da Austrália em contrarrelógio. No final de ano, no Mundial em Estrada, na prova de contrarrelógio sub-23, ficou a 37 seg. do ouro que conseguiu o alemão Marco Mathis, se levando o bronze.

## Medalheiro internacional

### Ciclismo em pista
| Campeonato Mundial | Campeonato Mundial      | Campeonato Mundial | Campeonato Mundial      |
| Ano                | Lugar                   | Medalha            | Competição              |
| ------------------ | ----------------------- | ------------------ | ----------------------- |
| 2014               | Cali ( Colômbia)        | Medalha de ouro    | Perseguição por equipas |
| 2015               | Saint-Quentin ( França) | Medalha de bronze  | Perseguição por equipas |
| 2016               | Londres ( Reino Unido)  | Medalha de ouro    | Perseguição por equipas |

### Ciclismo em estrada
| Campeonato Mundial | Campeonato Mundial | Campeonato Mundial | Campeonato Mundial         |
| Ano                | Lugar              | Medalha            | Competição                 |
| ------------------ | ------------------ | ------------------ | -------------------------- |
| 2016               | Doha ( Catar)      | Medalha de bronze  | Contrarrelógio sub-23      |
| 2017               | Bergen ( Noruega)  | Medalha de prata   | Contrarrelógio por equipas |

## Palmarés

### Estrada
2015
- Campeonato da Austrália Contrarrelógio sub-23  [4]
- Campeonato da Austrália em Estrada sub-23  [3]

2016
- 2.º no Campeonato da Austrália Contrarrelógio sub-23 [5]
- 3.º no Campeonato da Austrália em Estrada sub-23
- 3.º no Campeonato Mundial Contrarrelógio sub-23 [6]
- 1 etapa do Tour de Olympia

2017
- Campeonato da Austrália em Estrada

### Pista
2012
- 2.º no Campeonato da Austrália em Madison

2013
- Campeonato da Austrália Perseguição por Equipas (fazendo equipa com Alexander Edmondson, Glenn O'Shea e Luke Davison)
- Campeonato da Austrália Madison (fazendo casal com George Tansley)
- 3.º no Campeonato da Austrália em Ominum

2014
- 3.º no Campeonato da Austrália em Ominum

2015
- 3.º no Campeonato mundial em perseguição por equipas (com Alexander Edmondson, Jack Bobridge e Mitchell Mulhern)
- Campeonato da Austrália Perseguição por Equipas (fazendo equipa com Alexander Edmondson, Alexander Porter e Callum Scotson)

2016
- Campeonato do mundo em Perseguição por equipas (com Sam Welsford, Callum Scotson e Michael Hepburn)
- Campeonato da Austrália Perseguição por Equipas (fazendo equipa com Alexander Edmondson, Alexander Porter e Callum Scotson)

## Resultados nas Grandes Voltas
| Carreira        | 2016 | 2017 | 2018 | 2019  |
| --------------- | ---- | ---- | ---- | ----- |
| Giro d'Italia   | -    | -    | -    | 138.º |
| Tour de France  | -    | -    | -    | -     |
| Volta a Espanha | -    | -    | -    | -     |

-: não participa 

Ab.: abandono 